# Louise Platt
Pour les articles homonymes, voir Platt.
Louise Platt née le 3 août 1915 à Stamford, morte le 6 septembre 2003 à Greenport, est une actrice américaine de théâtre et de cinéma.

## Biographie
Son rôle dans le film de John Ford, La Chevauchée fantastique, d'une femme enceinte à la recherche de son mari officier, est certainement le plus connu. Venue de Broadway à Hollywood en 1938, elle retourne sur les planches en 1942 après sa rupture avec Jed Harris. Au théâtre, elle travaille avec Rex Harrison dans Anne des mille jours à Broadway  en 1948. Dans les années 1950 elle joue divers rôles à la télévision, dont deux apparitions dans la série Alfred Hitchcock présente.

## Filmographie partielle
- 1938 : J'ai retrouvé mes amours (I Met My Love Again) de Joshua Logan et Arthur Ripley
- 1938 : Les Gars du large (Spawn of the North), de Henry Hathaway
- 1939 : La Chevauchée fantastique (Stagecoach), de John Ford